# Mordella octoguttata
Mordella octoguttata is een keversoort uit de familie spartelkevers (Mordellidae). De wetenschappelijke naam van de soort is voor het eerst geldig gepubliceerd in 1855 door Montrouzier.